# Фрационе Чентро (Бјела)
Фрационе Чентро је насеље у Италији у округу Бијела, региону Пијемонт.
Према процени из 2011. у насељу је живело 42 становника. Насеље се налази на надморској висини од 518 м.